# Stevens Mason
Stevens Thomson Mason, conosciuto anche come Governatore ragazzo per via della sua ascesa al governo a soli 24 anni (Leesburg, 27 ottobre 1811 – New York, 4 gennaio 1843), è stato un politico statunitense.
Mason fu Governatore del Territorio del Michigan, il quale, nel gennaio del 1838, ricevette il consenso di entrare a far parte degli Stati Uniti d'America. Fu parte del Partito Democratico statunitense dal 1835 al 1840

## Biografia

### Infanzia
Mason nacque nella città di Leesburg, in Virginia, in una famiglia dotata di potenze politiche. Il suo bisnonno, Thomson Mason (1730-1785) fu un giudice della Corte Suprema della Virginia e suo fratello, George Mason (1725-1792), fece parte della convenzione costituzionale. Suo nonno, Stevens Thomson Mason, fu un Senatore della Virginia. Suo zio, Armistead Thompson Mason (1787-1819) intraprese la stessa carriera del nonno. Altri due suoi zii, Benjamin Howard (1760-1814) e William Taylor Barry (1784-1835), fecero parte della casa dei rappresentanti del Kentucky e rappresentarono lo Stato del Kentucky al Congresso degli Stati Uniti. Howard fu inoltre Governatore del Territorio di Louisiana e Missouri tra il 1810 e il 1812 e del Territorio del Missouri tra il 1812 e il 1813. Barry fu Senatore del Kentucky dal 1814 al 1816 ed ebbe una lunga carriera politica in questo Stato, fino ad intraprendere una vita militare, divenendo Generale tra il 1829 e il 1835.
Nel 1812 il padre di Stevens, John Thomson Mason (1787-1850), lasciò la Virginia in cerca di fortuna a Lexington, in Kentucky. Comunque, questa nuova vita non gli consentì grandi redditi e, verso il 1820, lasciò la città.

### Vita politica nel Territorio del Michigan
Attraverso alcune connessioni familiari, John Thomson Mason fu nominato Ministro del Territorio del Michigan nel 1830 dal Presidente statunitense Andrew Jackson. Stevens fu però più famoso e importante del padre in campo politico e lo aiutò a resistere ai piani che venivano sviluppati contro Jackson. Egli ricevette questa notizia da Lewis Cass, Governatore del territorio. Nel 1831 il Presidente Jackson inviò John per una missione in Messico e chiese a Stevens di sostituire suo padre come Ministro all'età di soli 19 anni. Nello stesso tempo, il Governatore Crass divenne il Ministro di Jackson nella guerra. George Porter fu nominato suo sostituto, ma, essendo quasi sempre assente, Mason si propose come Governatore, e, a soli 24 anni, venne eletto, con il soprannome di Governatore ragazzo.
Mason aveva il desiderio di far entrare il Michigan negli Stati Uniti d'America. Quando la prima petizione non fu accettata nel 1832, Mason commissionò un censimento territoriale, completato nel 1834, e col risultato che più di 86.000 persone vivevano nella penisola inferiore, e, secondo l'Ordinanza del nordovest svolta nel 1787, per entrare a far parte dell'Unione erano necessari almeno 60.000 abitanti. Poco tempo dopo scoppiò una disputa tra il Michigan e l'Ohio, stato a esso confinante a sud, per via della contesa di un piccolo territorio situato tra questi due Stati, la Striscia di Toledo, nella quale era presente la città di Toledo, attraversata dal fiume Maumee (tutt'oggi territorio dell'Ohio). Il Presidente Jackson nominò Benjamin Howard da Baltimora e Richard Rush da Filadelfia per svolgere il servizio di convincere Mason a ritirarsi e a cedere il territorio all'Ohio. Ma, dato che non si voleva alleare alla politica locale dell'Ohio, Jackson revocò Mason dal suo incarico nel 1835 ed elesse John Horner al suo posto.

### Governatore del Michigan
Nonostante fosse stato sostituito da Horner, Mason era ancora una personalità popolare nel Michigan. Gli elettori approvarono una nuova votazione presidenziale nel 1835 ed elessero Mason come Governatore. Comunque, il Congresso degli Stati Uniti si oppose al riconoscimento del Michigan come Stato fino a quando la disputa con l'Ohio non verrà risolta.
Nel 1836, a causa di crisi finanziarie dovute al non-riconoscimento del Michigan come Stato, Mason accettò un compromesso organizzato dagli Stati Uniti d'America il quale consisteva nel cedere la Striscia di Toledo all'Ohio e guadagnare tre quarti della Penisola superiore. Una convenzione svolta nel settembre 1836 rifiutò l'entrata negli Stati Uniti desiderata da Mason, ma fu soddisfatta finalmente in una nuova convenzione, svolta nel dicembre 1836. Il 26 gennaio 1837 il Michigan fu ammesso all'Unione.
Nel 1835 Mason iniziò un ambizioso programma di fioritura interna di Stato, che comprendeva la costruzione di tre ferrovie e di due canali (uno dei quali è il Canale Clinton-Kalamazoo). Quando egli fu rieletto nel 1837 la fioritura economica di Stato stava però progressivamente calando. Negli inizi del 1837 Mason dichiarò di voler ricominciare i suoi progetti per un totale di $ 5.000.000. Questo progetto fu abbandonato sempre nel 1837 in quanto lo Stato, a causa delle crisi economico-finanziarie, aveva in sospeso un debito di più di $ 2.000.000. Durante i suoi viaggi d'affari a New York per trovare investitori ed idee per il suo progetto, Mason conobbe Julia Phelps, che sposò il 1º novembre 1838.
Oltre che rischiare la perdita di una grossa campagna elettorale e la carica di Presidente nelle elezioni del 1839, Mason decise di abbozzare nuove leggi e politiche. Il suo successore e precedente rivale politico, William Woodbridge, continuò il progetto di Mason, rendendo anche in debito allo Stato, diminuendo così drasticamente la sua popolarità.

### Ritiro e morte
Nel 1841 Mason lasciò il Michigan dirigendosi a New York, dove il politico che utilizzò come modello, Thaddeus Phelps, visse. Mason provò a fare carriera abbozzando nuove leggi, ma faticò molto nel trovare delle persone che la supportassero. Venne infettato da una polmonite nel 1842, la quale causò la sua morte il 4 gennaio 1843, alla sola età di 31 anni.
Mason era inizialmente sotterrato nel Cimitero Marble di New York, ma il 4 giugno 1905 le sue spoglie furono spostate a Detroit, accompagnate da quelle di sua sorella Emily Mason, morta a 92 anni, sua figlia Dorothy Mason Wright, tre suoi nipoti ed altri suoi parenti della generazione successiva. Tali servizi furono condotti dal Reverendo David Cooper, che visse nell'epoca di Mason Governatore, 70 anni prima. Altre personalità sepolte nello stesso cimitero di Detroit sono un suo successivo Presidente del Michigan, Fred Warner e il Sindaco di Detroit, George Codd. Le sue spoglie sono sotterrate nel Capitol Park, la situazione del primo Campidoglio di Stato del Michigan. Successivamente fu eretta in suo onore una statua di bronzo.
Tra i suoi svariati lavoro, Mason creò un sistema educativo nell'Università del Michigan, situata nella città di Ann Arbor.